# Batuíra-de-peito-tijolo
Borrelho-de-peito-ruivo ou batuíra-de-peito-tijolo (nome científico: Zonibyx modestus) é uma espécie de maçarico da família dos caradriídeos que se reproduz no sul da Argentina e do Chile e nas ilhas Malvinas. Parte da população migra para o norte no inverno e alguns indivíduos atingem o Uruguai, o sul do Brasil e, ocasionalmente, o Peru.
Os seus habitats naturais são terrenos de vegetação temperada e praias arenosas.